# 三村マサカズ
三村 マサカズ（みむらマサカズ、本名および旧芸名：三村 勝和〈みむら まさかず〉、1967年〈昭和42年〉6月8日 - ）は、日本のお笑いタレント、俳優、司会者。お笑いコンビ・さまぁ〜ずのツッコミ担当。相方は大竹一樹。東京都墨田区京島出身。ホリプロ所属。
墨田区立吾嬬第三中学校、東海大学付属高輪台高等学校卒業。身長165 cm、血液型A型。既婚。

## 来歴
1988年7月、高校の同級生である大竹一樹とコンビ結成。
翌年の1989年、コンビ名「バカルディ」として本名「三村勝和」名義で活動を始める。ホリプロのお笑いライブに出演し、デビュー後ほどなくして関東お笑い界期待のホープとして脚光を浴びるもその後低迷し、暫く不遇の時期を過ごす。　
1996年、29歳の時に結婚。
1997年、第三者が読みづらいことから、本名から「三村マサカズ」に改名。
2000年、バラエティ番組『新ウンナンの気分は上々。』（TBS系）の企画で海砂利水魚（現くりぃむしちゅー）と対決し敗北。罰ゲームとして、コンビ名を「さまぁ〜ず」に改名させられる。
2003年、「第41回ゴールデン・アロー賞」芸能賞を受賞。
2006年1月、内村光良（ウッチャンナンチャン）監督の映画『ピーナッツ』に出演。
2015年9月、映画『内村さまぁ〜ず THE MOVIE エンジェル』に主演。

## 人物
- 高校の同期生には坂上忍がいたが、当時は面識がなかった。
- 時として後輩に対して大人気ない対応をすることもあり、ブラックマヨネーズからは「番組[注 1]の企画で吉田（吉田敬）が強制的にパンチパーマになった」「小杉（小杉竜一）のルイ・ヴィトンのバッグに落書きをした」というエピソードが語られた[3]。
- 中年太り気味であり、痛風持ち[4]。また、その様な体型にもかかわらずテレビ企画で体を張った所、2ヵ月で両膝の靭帯を損傷しているため「膝がぐっちゃぐちゃ」とも言われる[4]。また、痛風持ちにもかかわらずエビフライやから揚げなどの脂ものを平気で食べるため、大竹などから突っ込まれることがある。
- 父親によると、あだ名は「エースくん」で反抗期もなく、手のかからない子供だったとのこと。実際に小学校・中学校とスポーツが得意で頭も良かったが（中学2年まで成績優秀で常にトップ3程度）、中学3年の時(周囲が高校受験勉強に本腰を入れ始める頃)に急に成績が下がりトップ3の常連だったのが下から数えた方が早いほど（300人中200位程度）になり行ける高校が無くなってしまった為、教師から併願推薦ではなく単願推薦で受験するように言われた。それまでは当時進学校だった東京都立小岩高等学校を狙っていた。急に頭が悪くなった理由が一切わからず「頭のネジが外れたとしか思えない」と語った[要出典]。
- 映画『ピーナッツ』の監督だった内村光良は、「三村はテイクの度に演技がオーバーになっていき、最初は『野球やりてーなー』としんみり語る台詞だったのが、最終的にはいつものツッコミのテンションで『野球やりてっ！』と叫んでいた」というエピソードを語り「一本の映画の中で演技が成長していく珍しいタイプ」と話している[5]。一方で、ドラマ『和田アキ子殺人事件』（TBSテレビ）ではドラマでは異例となるカンペでのセリフ提示が行われたなど、セリフ覚えが悪い面もある[6]。
- 1998年春の『オールスター感謝祭』（TBSテレビ）で総合優勝[7]。苗場のリゾートマンションを獲得したが、登録手数料や固定資産税などが自己負担だったためやむなく物件を手放すこととなった[8]。
- テレビ番組の企画でTwitter（現・X）を始め、現在も1日に数度更新している。仕事や私生活についての書き込みがほとんどだが、世相を嘆いたり、同業者を励ますコメントがときおりニュースサイトで取り上げられている[9]。
- 相方の大竹と共に長らく喫煙者だったが、2018年10月22日放送回の『さまぁ〜ず×さまぁ〜ず』（テレビ朝日）内で、喫煙歴31年目にして初めて禁煙に挑戦していることを明かした[10]。しかし翌年には喫煙を再開してしまっていたことが明らかとなった。
- 読書を趣味の一つとして挙げることが多く[11]、海外旅行に行っているのにプールサイドで本を読むほどの読書家である。
- 娘が関ジャニ∞のファンであり、関ジャニ∞クロニクルの「いきなりドッチ」で共演した際に娘に「丸ちゃん（丸山隆平）の可愛い所を見てきて」と頼まれたことがある。
- 熱狂的な読売ジャイアンツのファンである(相方の大竹も同様)。
- 2024年に長女が26歳で結婚。長女の結婚式では、長女が生まれた体重で作ったテディベアをサプライズでプレゼントされ号泣した[12]。結婚式には相方の大竹が「親戚のおじさん枠」で出席している。

### 芸風
- 『内村プロデュース』（テレビ朝日）の司会者内村光良は三村の魅力について聞かれた際、「三村は“関東一のツッコミ”とか言われているけど、実はボケなんじゃないか? と思う」と語っている[13]。
- 大の下ネタ好きであり、あまりのひどさに妻が出演番組の録画をやめたり、実家からクレームが来たりするという。しかし一方で自身のTwitterでは「打ち上げの席で全裸になった若手を叱った」と、下ネタの境界線の難しさを語る一面もある[14]。

### エピソード
2000年、バラエティ番組『ヒロスポ!』（テレビ東京系）でヒロミとエジプトロケへ行った際、夕食時に三村がウサギの肉を毒味の形で食べたがそのリアクションに不満を持ったヒロミに強烈なダメ出しを食らったこと、以前よりツッコミである自分への当たりの強さへの不満が相重なり、それ以降三村はヒロミとの共演NGとしていた（相方の大竹との関係は良好で、大竹と友人の木梨憲武が飲みに行く際はヒロミもいるが、三村がいる際はヒロミを呼ばないなど、木梨も気を使っていた）。その後、事前にハワイで両者の共通の友人である木梨の仲介もあり、2014年3月31日に放送の『笑っていいとも! グランドフィナーレ 感謝の超特大号』（フジテレビ）でのスピーチで、ヒロミが嫌いだったことを告白。また、2015年3月3日放送の『ロンドンハーツ』（テレビ朝日）の企画「もしもこんな2人を飲ませたら?」で千原ジュニアと飲んだ際、前述の話を聞いた千原がヒロミを呼んで15年ぶりの共演を果たす。そこで三村の思いをヒロミは真摯に受け止め、最後に一緒に仕事をすることを約束して因縁は解消された。

## 出演
以下はすべて三村単独出演のもの。コンビとしての出演番組はさまぁ〜ずの記事を参照。

### バラエティ番組

#### 現在
- ララLIFE（2023年4月7日 - 、TBS） - MC
- バズマンTV（テレビ朝日）MC

#### 過去
- ホットパンツ（福岡放送制作・日本テレビ系）
- 特捜TV!ガブリンチョ（テレビ朝日）
- アッコとマチャミの新型テレビ（福岡放送制作・日本テレビ系）
- ぷるんアラモード（テレビ西日本）
- 音楽空間アンモナイト（テレビ東京系）
- サンクチュアリ/大人の聖域（日本テレビ系）
- 金のA様×銀のA様（日本テレビ系）
- 世界超密着TV!ワレワレハ地球人ダ!!（フジテレビ系）
- 森田一義アワー 笑っていいとも!（2004年4月 - 2014年3月、2013年6月までコンビで火曜に出演していたが7月以降三村のみ月曜に移動、フジテレビ）
- サカスさん（TBS系）
- 世界を変える100人の日本人! JAPAN☆ALLSTARS（テレビ東京系）
- この日本人がスゴイらしい。 Brand New Japan（テレビ東京系）
- 6人の村人!全員集合（TBS系）
- 三村&有吉特番（2014年1月9日・3月28日・9月26日、テレビ朝日）
- 出川哲朗&さまぁ〜ず三村 ポンコツおじさん旅に出る（2015年11月-2017年8月、 テレビ東京）※不定期特番。出川哲朗と共演。
- さまぁ～ず三村 ほぐされ人 モミ村さん（2022年12月24日、BS朝日）
- 出没!アド街ック天国（2025年2月15日、テレビ東京）※出身地の墨田区曳舟の回

### 報道・スポーツ
- Cx Sports Sunday（フジテレビ739）

### テレビドラマ
- e's 危険な扉-愛を手錠で繋ぐ時-（2001年、テレビ朝日系） - 高杉肇役
- FNS25時間テレビ内スペシャルドラマ THE WAVE!（2005年、フジテレビ系） - 内藤/カメラマン役
- 和田アキ子殺人事件（2007年、TBS系） - 西田聖/マネージャー役
- まるまるちびまる子ちゃん（2007年 - 2008年、フジテレビ系） - さくらひろし役
- よだれもん家族 最終話（2022年9月25日、テレビ東京） - 和久田一彦 役[16]※主演は相方・大竹

### ラジオ番組
- さまぁ〜ず三村マサカズと小島瑠璃子の「みむこじラジオ!」（2016年4月9日 - 2022年3月19日、ニッポン放送）
- さまぁ〜ず三村マサカズのオールナイトニッポン（2018年8月28日 、ニッポン放送）特番

### ネット配信
- 三村マサカズのゼロにしちゃって!（2016年4月25日 - 、YouTube）[17]
- 鬼三村 〜ダメ後輩達よ、面白くあれ!!〜（2016年4月28日 - 、Hulu）[18]

### 映画
- 東京上空いらっしゃいませ（1990年、相米慎二監督）
- 一杯のかけそば（1992年、西河克己監督） マー坊役
- 内村さまぁ〜ず　THE MOVIE　エンジェル（2015年9月、工藤浩之監督） - 三田村マサル 役

### 劇場アニメ
- ONE PIECE FILM GOLD（2016年） - カマエル聖 役 [19]

### ゲーム
- es（2001年、セガ） 向井敬一役

### CM
- シャープ 『日本一短いクイズショー シャープに答えて!』
- 三洋物産 『CR ギンギラパラダイス2』
- 大塚製薬 『UL・OS（ウルオス）薬用リフレッシュシート』
- 明治製菓 『ザ・コーン！』 声のみ
- ケツメイシ『moyamoya/guruguru』[20]
- サッポロビール 『極ZERO』